# VdB 126
vdB 126 è una nebulosa a riflessione visibile nella costellazione della Volpetta.
Si individua nella parte occidentale della costellazione, proseguendo lungo la linea tracciata dalle stelle Albireo e α Vulpeculae, di fronte alle nebulose oscure LDN 768 e LDN 769, ben evidenti in quanto sovrapposte a un ricco campo stellare; il periodo più indicato per la sua osservazione nel cielo serale ricade fra i mesi di giugno e novembre ed è facilitata per osservatori posti nelle regioni dell'emisfero boreale terrestre. I gas e le polveri della nebulosa riflettono la luce di HD 182918, una stella azzurra di sequenza principale con classe spettrale B6V, avente magnitudine apparente 8,66. La sua distanza, misurata tramite la parallasse, risulterebbe pari a 833 parsec (2720 anni luce), anche se queste stime sono affette dall'incertezza delle misurazioni; se la distanza è corretta questa nebulosa si trova nello stesso ambiente galattico delle dense nubi oscure che formano la Fenditura del Cigno.